# Літоавтотрофи
Літоавтотрофи — тип  екстремофілів, організми, які використовують для отримання енергії неорганічні речовини і здатні синтезувати всі компоненти своєї клітини з діоксиду вуглецю та інших неорганічних сполук.
До них належать ряд видів  архей, залізобактерій Leptospirillum ferrooxidans, нітрифікуючі бактерії Nitrosolobus та інші.